# Lispe hydromyzina
Lispe hydromyzina este o specie de muște din genul Lispe, familia Muscidae. A fost descrisă pentru prima dată de Fallen în anul 1825. Conform Catalogue of Life specia Lispe hydromyzina nu are subspecii cunoscute.